# Souadatou Djallo
 (février 2025).
Si vous disposez d'ouvrages ou d'articles de référence ou si vous connaissez des sites web de qualité traitant du thème abordé ici, merci de compléter l'article en donnant les références utiles à sa vérifiabilité et en les liant à la section « Notes et références ».
Souadatou Djallo épouse Kalkaba est une femme politique camerounaise issu de la région de l'Adamaoua. Elle est devenue sénatrice lors des élections sénatoriales camerounaises de 2018, et est réélue aux élections sénatoriales camerounaises de 2023.

## Parcours politique
Souadatou Djallo est membre du Rassemblement démocratique du peuple camerounais (RDPC). Son parti politique le désigne comme candidate aux élections sénatoriales de 2018 en tant que sénateur titulaire[réf. souhaitée]. Elle devient ainsi l'un des 63 sénateurs élus du RDPC comptant parmi les Sénateurs de la 2ème législature du Cameroun. En octobre 2021, avec 81% de voix, elle est élue président de section RDPC dans le Djérem 1 à Tibati, région de l'Adamaoua[réf. nécessaire]. Elle est réélue sénatrice lors des élections sénatoriales camerounaises de 2023, faisant partie des 70 sénateurs présentés par RDPC qui ont tous remporté leur scrutin ; elle devient ainsi l'un des 100 Sénateurs de la 3ème législature du Cameroun.